# 馬西高地
63°58′S 57°58′W / 63.967°S 57.967°W
馬西高地（英語：Massey Heights），是南極洲的高地，位於葛拉漢地的詹姆斯羅斯島，處於安德森角西南面11公里，在1945年和1955年由英國研究隊測量，現時由南極條約體系管理。